# Notylia tapirapoanensis
Notylia tapirapoanensis är en orkidéart som beskrevs av Frederico Carlos Hoehne. Notylia tapirapoanensis ingår i släktet Notylia och familjen orkidéer. Inga underarter finns listade i Catalogue of Life.